# Erfzonde nieuwsgierigheid
Erfzonde nieuwsgierigheid is een hoorspel van Jean Marsus. Het werd vertaald door Marie-Sophie Nathusius. De TROS zond het uit op woensdag 27 oktober 1976, van 23:00 uur tot 23:55 uur. De regisseur was Bert Dijkstra.

## Rolbezetting
- Jan Borkus (inspecteur Vassin)
- Hans Karsenbarg (Desiré Couture)
- Marijke Merckens (Rosella Marino)
- Dick Swidde (oude antiquair)
- Willy Ruys (bejaarde man)
- Tonnie Foletta (Kerkhof, employé)
- Frans Kokshoorn & Frans Vasen (verdere medewerkenden)

## Inhoud
Dit is een merkwaardig en tegelijk tragisch verhaal, gesitueerd in de wereld van de beeldende kunst. De hoofdpersoon is een antiquair. De gebeurtenissen spelen zich af op een drietal plaatsen: in Brussel, om precies te zijn in het Centrum van de Europese Gemeenschap; in Waterloo, dat op een steenworp afstand ligt van de Belgische hoofdstad, en in Namen, gelegen in het centrum van Wallonië. De journaliste Rosella Marino besluit, buiten de justitiële kanalen om, de mysteries rond een sterfgeval van een vrouw te ontrafelen. Uiteraard is de Belgische politie daarmee niet zo erg gelukkig en maakt het Rosella niet gemakkelijk. Ze laat zich echter niet afschrikken en knoopt banden aan met de vermoedelijke moordenaar, de antiquair Desiré Couture, die in de gevangenis zit…